# La Scuola Cattolica
La Scuola Cattolica est la revue théologique du séminaire archidiocésain de Milan, publiée par l'éditeur Ancora. 

## Histoire
Les publications de La Scuola Cattolica commencent en 1873. La revue a été fondée en 1872 par un groupe de prêtres de la Lombardie qui avaient terminé leurs études dans les universités pontificales à Rome, résidant au Collège Lombardo. Parmi eux, don Davide Albertario avait assumé un rôle particulièrement important. Le sous-titre de la revue était périodique religieux-scientifique-littéraire. 
En 1891, La Scuola Cattolica fusionne avec le périodique de Bologne La Scienza Italiana, fondé par le père Giovanni Maria Cornoldi S.I. À partir de cette année, les deux titres sont publiés sous le même titre, jusqu'à l'année 1901. Après la reconstitution de la Faculté Pontificale de Théologie au Séminaire de Milan, Mgr Carlo Brera – qui était alors le propriétaire et le rédacteur en chef de la revue – la donne à la Faculté ; depuis lors, la revue est devenu son organe, en reprenant le titre original de La Scuola Cattolica et en assumant un aspect quelque peu différent. 
Dans les années 1920, durant les années de la controverse moderniste, la revue a de nombreux collaborateurs.
En 1967, le déplacement du siège de la Faculté de Théologie de Venegono à Milan a lieu, créant la Faculté de Théologie de l'Italie du Nord, ouvert aux laïcs aussi, et réservant la section parallèle du Séminaire de Venegono pour les candidats au sacerdoce. Dans les premières années, La Scuola Cattolica reste l'expression de la recherche commune, jusqu'en 1975, année de la fondation de Teologia, la revue de la Faculté de Théologie de l'Italie du Nord. Depuis cette époque jusqu'à aujourd'hui, La Scuola Cattolica est l'expression de la Section parallèle du Séminaire archiépiscopal de Milan, basée à Venegono Inferiore.

## Sujets
La revue s’occupe principalement des disciplines théologiques : théologie dogmatique ou systématique, théologie fondamentale, théologie morale, théologie spirituelle, théologie pastorale, sciences bibliques, histoire, liturgie, droit canonique. Les thèmes théologiques sont enrichis par le dialogue avec la philosophie et les sciences humaines.
La revue est publiée trimestriellement, donc avec quatre publications annuelles (janvier à mars, avril à juin, juillet à septembre, octobre à décembre). Le deuxième numéro de chaque année est une collection d'articles autour d'un thème unique, qui forme ainsi un Dossier. La revue applique la méthode de contrôle single-blind peer review, donc chaque article est soumis à deux examinateurs qui restent inconnus à l'auteur de l’article même. Les examinateurs ne sont connus qu’au Secrétaire et au Directeur. En cas de jugement discordant entre les examinateurs, l'article est soumis à une troisième lecture par le Directeur, qui exprime ensuite le jugement définitif.

## Directeurs
- Premier Directeur : Lucido Maria Parocchi
- 1877-1888 : Luigi Nicola
- 1912-1924 : Spada Angelo (gérant responsable)
- 1924 : Luigi Maiocchi puis Giuseppe Bellotti
- 1924-1932 : Adriano Bernareggi
- 1933-1947 : Carlo Figini
- 1948-1965 : Giovanni Battista Guzzetti
- 1966-1972 : Giulio Oggioni
- 1973-1984 : Antonio Rimoldi
- 1984-1993 : Tullio Citrini
- 1994-2003 : Franco Giulio Brambilla
- 2003-2007 : Aristide Fumagalli
- 2007-2012 : Pierpaolo Caspani
- depuis 2012 : Franco Manzi